# SC Energija
Der SC Energija ist ein litauischer Eishockeyclub aus Elektrėnai, der von 2003 bis 2012 an der Lettischen Eishockeyliga und somit der höchsten lettischen Profiklasse teilnahm. Von 2013 bis 2019 spielte die Mannschaft in der Wysschaja Liga, der zweithöchsten belarussischen Spielklasse.
Der Verein trägt seine Spiele in der heimischen Eishalle Elektrėnai in Litauen aus. Trainiert wird die Mannschaft, die von 2003 bis 2012 in der höchsten Liga des Nachbarlandes spielte, von Dmitrijs Medvedevs. Daneben nimmt der Club auch an der litauischen Eishockeymeisterschaft teil, welche er allerdings mangels Konkurrenz seit ihrer Austragung meistens beherrschte.

## Platzierungen

### Lettische Eishockeyliga
- 2003/04: 4. Platz
- 2004/05: 6. Platz
- 2005/06: 7. Platz
- 2006/07: 6. Platz
- 2007/08: 7. Platz
- 2008/09: 4. Platz, Playoff-Viertelfinale
- 2009/10: 4. Platz, Playoff-Viertelfinale
- 2010/11: 6. Platz, Playoff-Viertelfinale
- 2011/12: 6. Platz

### Litauische Eishockeymeisterschaft
- 1992: 1. Platz
- 1993: 1. Platz
- 1994: 1. Platz
- 1995: 1. Platz
- 1996: 1. Platz
- 1997: 1. Platz
- 1998: 1. Platz
- 1999: 1. Platz
- 2000: 2. Platz
- 2001: 1. Platz
- 2002: 2. Platz
- 2003: 1. Platz
- 2004: 1. Platz
- 2005: 1. Platz
- 2006: 1. Platz
- 2007: 1. Platz
- 2008: 1. Platz
- 2009: 1. Platz
- 2010: keine Teilnahme
- 2011: Vizemeister, Finalspiel annulliert
- 2012: 1. Platz
- 2013: 1. Platz
- 2014: keine Teilnahme
- 2015: keine Teilnahme
- 2016: 1. Platz
- 2017: 1. Platz
- 2018: 1. Platz
- 2019: 1. Platz
- 2020: (Meisterschaft nicht beendet wegen der COVID-19-Pandemie)
- 2021: 3. Platz